# Ignacy Prądzyński

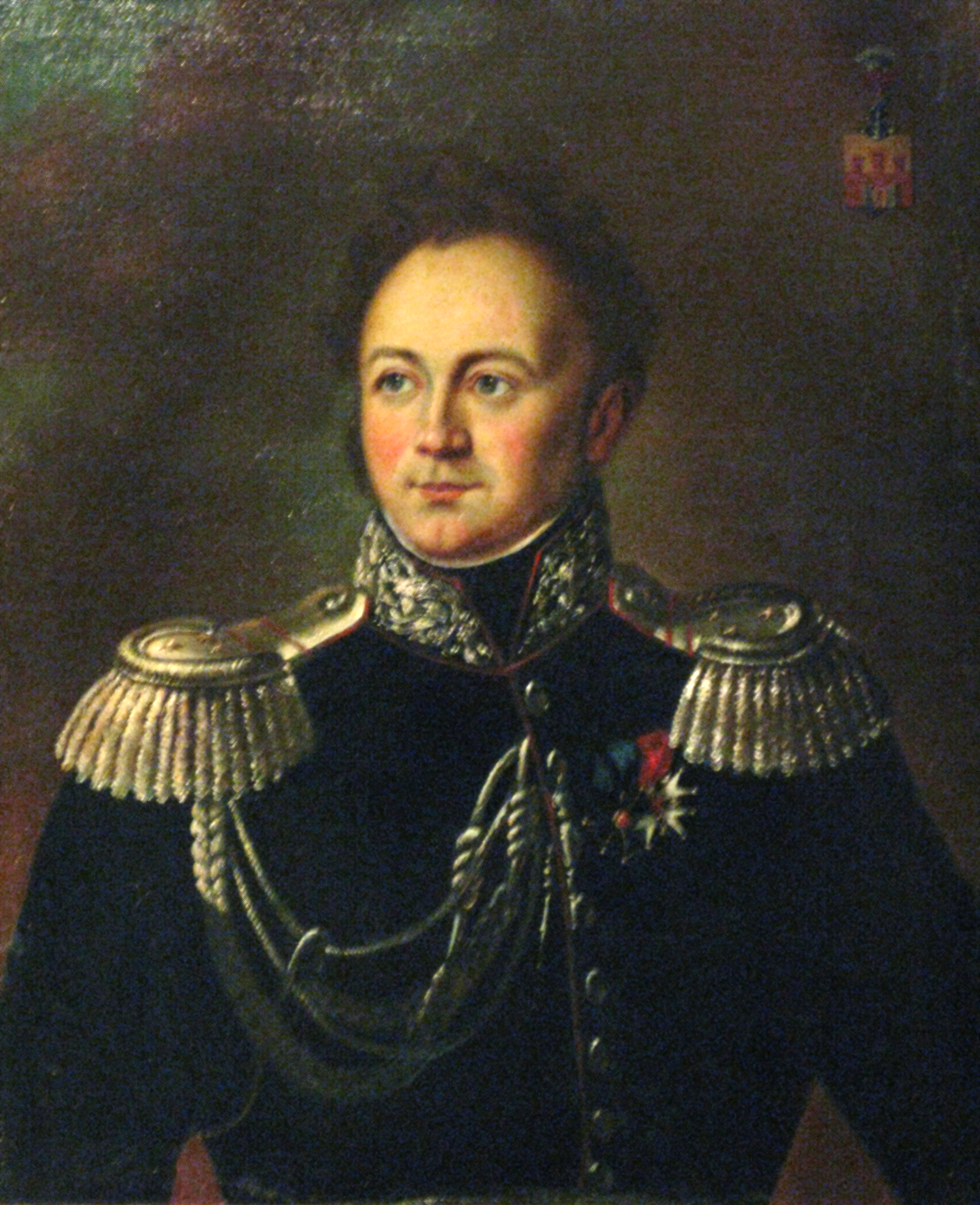
Ignacy Prądzyński

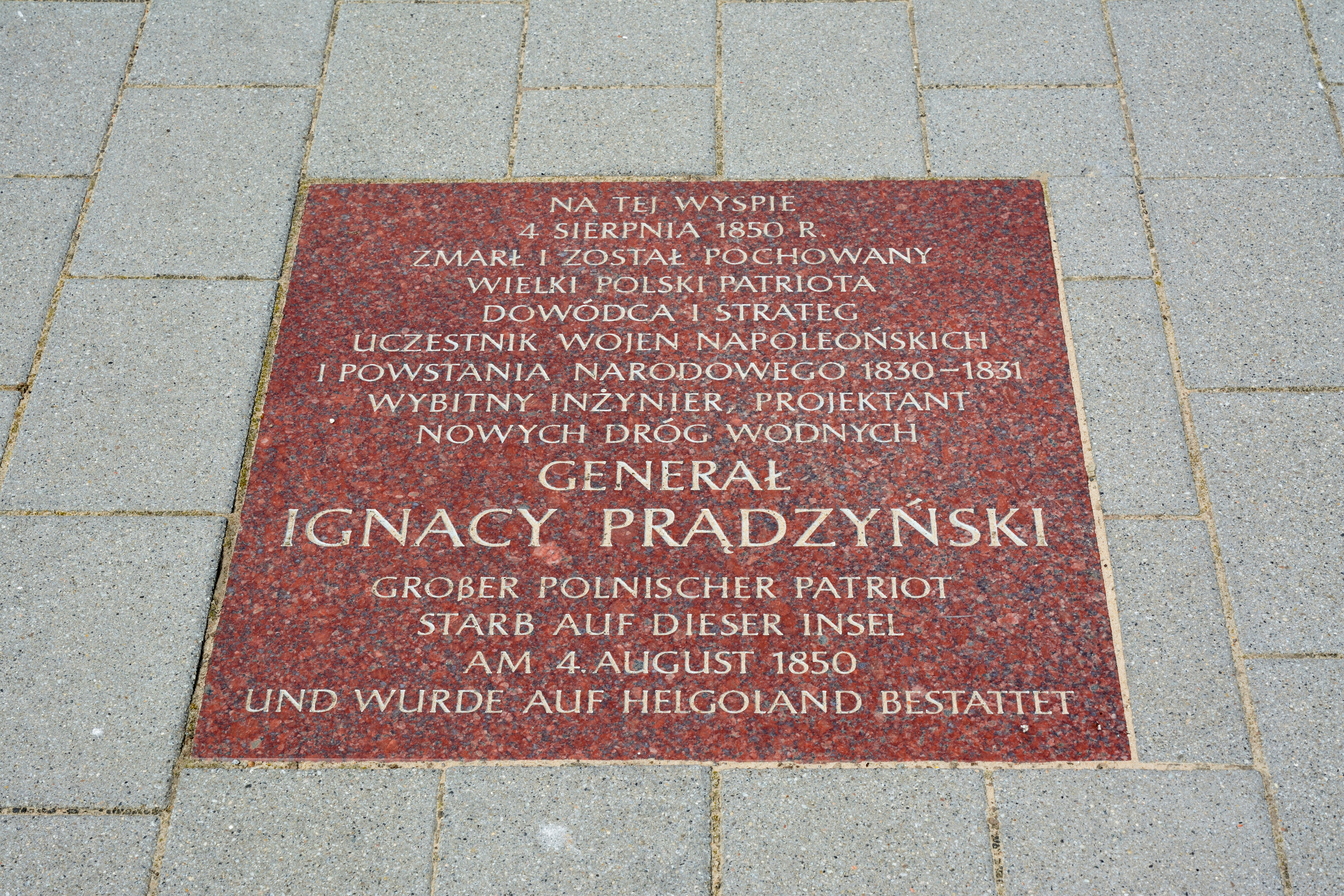
Gedenkplatte auf Helgoland

Ignacy Prądzyński (* 20. Juli 1792 in Sanniki; † 4. August 1850 auf Helgoland) war ein polnischer Ingenieur, Militärtheoretiker und Offizier. Während des Novemberaufstandes von 1830/31 war er zeitweise Generalstabschef und de facto Oberbefehlshaber der polnischen Streitkräfte.

## Leben
Er gehörte der Armee des Herzogtums Warschau seit 1807 an und nahm 1809 am Krieg gegen Österreich teil. Im Jahr 1810 trat er in das Ingenieurkorps ein. Er war beteiligt an der Festlegung der Grenzen des Herzogtums und an der Verstärkung der Befestigung des Festung Modlin. Prądzyńskis nahm an den Feldzügen von 1812, 1813 und 1814 teil. So war er an der Völkerschlacht bei Leipzig und der Schlacht von Waterloo beteiligt. Er wurde ausgezeichnet mit dem goldenen Kreuz des Ordens Virtuti Militari und der Mitgliedschaft in der Ehrenlegion.
Nach dem Ende der napoleonischen Zeit studierte er. Danach lehrte er an der Offiziersschule in Warschau Kriegstheorie, Befestigungswesen und Strategie.
Außerdem betätigte er sich politisch in verschiedenen antirussischen patriotischen Organisationen. Im Jahr 1826 wurde er aus diesem Grund inhaftiert. Nach seiner Freilassung leitete er den Bau des Augustów-Kanals.
Während des Novemberaufstandes war er der führende Stratege der polnischen Armee. Allerdings wurden seine Planungen in der Praxis nicht wirklich befolgt. Im Februar 1831 wurde er Generalquartiermeister der Polnischen Armee. Er war auch Chef des Ingenieurkorps und Generalstabschef. Im April des Jahres siegte er in der Schlacht von Iganie. Danach wurde er de facto Oberkommandierender der polnischen Armee, ehe er von Jan Krukowiecki und Henryk Dembiński zur Aufgabe dieser Position veranlasst wurde. Stattdessen wurde er zum Divisionsgeneral ernannt.
Nach dem Ende des Aufstandes wurde er nach Russland gebracht. Dort schrieb er seine Erinnerungen an den Novemberaufstand. Nach der Rückkehr aus Russland lebte er auf seinen Besitzungen und war als Autor tätig. Er veröffentlichte insgesamt 60 Werke zu militärtheoretischen Fragen. Aus Gesundheitsgründen siedelte er 1850 nach Helgoland über, wo er auch verstarb.